# Сервий Сулпиций Галба (понтифекс)
Вижте пояснителната страница за други личности с името Сервий Сулпиций Галба.
Сервий Сулпиций Галба (на латински: Servius Sulpicius Galba; † 199 пр.н.е.) произлиза от римския патрициански род Сулпиции и е през 209 пр.н.е. курулeн едил. Освен това той е понтифекс през втората половина на Втората пуническа война.
Вероятно е брат на Публий Сулпиций Галба Максим (консул 211 и 200 пр.н.е.).
През 209 пр.н.е. той служи като курулeн едил. През 205 пр.н.е. участва в делегацията на Марк Валерий Левин и със съгласието на пергамския цар Атал I донася статуята на Mater Deum Magna Ideae (Кибела) от Песинт, (Фригия, Мала Азия) в Рим.
След смъртта на знаменития римски държавник Квинт Фабий Максим (203 пр.н.е.) Галба взема неговия пост в жреческата колегия на понтифексите. Умира след четири години през 199 пр.н.е.